# Volvariella caesiotincta
Volvariella caesiotincta P.D. Orton, Bull. mens. Soc. linn. Lyon 43: 319 (1974)  è un fungo basidiomicete. È una specie poco comune e, come sottolinea lo stesso Orton, i suoi toni bluastri non sono sempre presenti, anzi spesso il cappello presenta una colorazione grigiastra.

## Descrizione della specie

### Cappello
3-4 cm di diametro, da semigloboso a convesso, infine appianato, con un lieve umbone.
cuticoladi colore grigiastro, grigio-olivacea verso il centro del cappello, fibrillosa

### Lamelle
Libere al gambo, prima biancastre poi rosa, abbastanza fitte, margine crenulato.

### Gambo
4-6 x 0,5-0,7 cm, cilindrico, lievemente ingrossato alla base, di colore bianco, liscio o leggermente fibrilloso.

### Volva
Biancastra all'esterno, grigiastra nella parte interna, inguainante.

### Carne
Bianca.

## Microscopia
Spore6,7 x 4,2 μm, da ellittiche ad ovoidali, bruno-rosa in massa.
Basidiclavati, tetrasporici 20-28 x 8-9 μm.
Cheilocistidi44,5-82 x 8,5-22,5 μm, lageniformi o clavati, con lunga papilla apicale (8-22,5 x 4-6 μm), disposti a mazzetti sul filo delle lamelle.
Pleurocistidi50-80 x 15-40 μm, lageniformi, utriformi o clavati, con o senza papilla apicale.